# Condado de Allen (Kansas)
O Condado de Allen é um dos 105 condados do estado americano de Kansas. A sede do condado é Iola, e sua maior cidade é Iola. O condado possui uma área de 1 308 km² (dos quais 6 km² estão cobertos por água), uma população de 14 385 habitantes, e uma densidade populacional de 11 hab/km² (segundo o censo nacional de 2000). O condado foi fundado em 25 de agosto de 1855.